# European Chess Union
Die European Chess Union (ECU, dt. Europäische Schachvereinigung) versteht sich als Interessenverband des europäischen Schachs mit Sitz in Belgrad.

## Ziele
Die Ziele der ECU sind die Koordination der Mitgliedsverbände, die Organisation europäischer Meisterschaften und die Vertretung der Interessen des europäischen Schachs gegenüber der FIDE.

## Geschichte und Organisationsaufbau

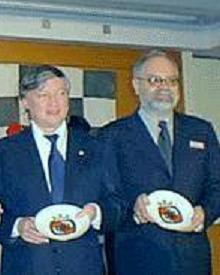
Anatoly Karpov und Boris Kutin
am 11. Mai 2002 in Leipzig

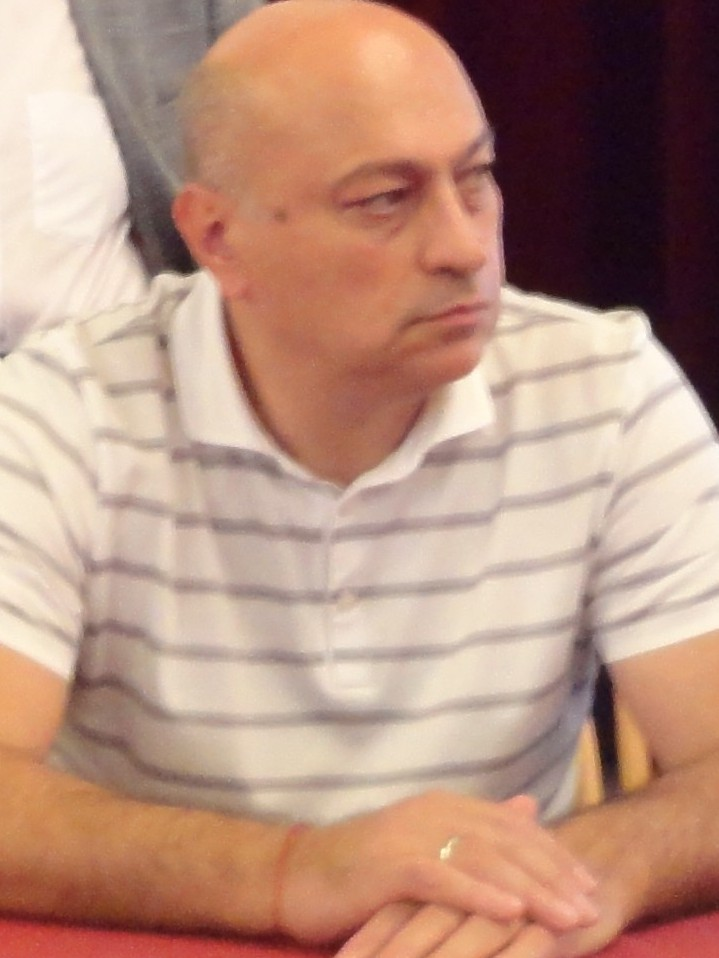
Surab Asmaiparaschwili, Vienna Chess Open 2015

Die ECU wurde 1985 anlässlich des FIDE-Kongresses in Graz gegründet. Ihr erster Präsident war der Schwede Rolf Littorin. Ihm folgte 1986 Kurt Jungwirth, der das Amt bis 1998 bekleidete. Zu Beginn musste die ECU mit Widerständen aus der Sowjetunion und von der Führung der FIDE zurechtkommen. Nach Ende der Sowjetunion gelang der ECU aber sehr rasch die schachliche Einigung Kontinentaleuropas. Der ECU gehören heute, mit Ausnahme von Russland, alle europäischen Schachföderationen einschließlich der Türkei, Israel und der Kaukasus-Staaten an.
Das höchste Organ der ECU ist die Generalversammlung, in der jeder Mitgliedsverband eine Stimme hat. Sie tritt mindestens einmal jährlich zusammen und wählt den Vorstand („Board“), der von einem Präsidenten geführt wird. Das Tagesgeschäft übernimmt ein vom Vorstand bestellter Generalsekretär. Präsident der ECU ist seit August 2014 Surab Asmaiparaschwili. Zuvor hatten dieses Amt Silvio Danailow (2010 bis 2014) und Boris Kutin (1998 bis 2010) inne.

## Europäische Meisterschaften
Die ECU richtet folgende europäische Meisterschaften aus:
- Einzelmeisterschaften (offen für alle Mitglieder)
- Einzelmeisterschaften der Frauen
- Einzelmeisterschaften der Senioren (in den Altersklassen 50+ und 65+; offene Kategorie und Kategorie der Frauen)
- Jugendeinzelmeisterschaften (Jungen und Mädchen getrennt; Altersklassen U18, U16, U14, U12 und U10)
- Einzelmeisterschaften im Schnellschach
- Einzelmeisterschaften im Schach über das Internet
- Europapokal für Vereinsmannschaften ("European Club Cup")
- Europäische Mannschaftsmeisterschaft im Schach (für Männer und Frauen getrennt)
- Seniorenmannschaftsmeisterschaften für Mitgliedsföderationen
- Jugendmannschaftsmeisterschaften für Mitgliedsföderationen (U18, Jungen und Mädchen getrennt)